# Чутовский поселковый совет (Чутовский район)
Чутовский поселковый совет (укр. Чутівська селищна рада) — входит в состав
Чутовского района
Полтавской области
Украины.
Административный центр поселкового совета находится в 
пгт Чутово.

## Населённые пункты совета
- пгт Чутово
- с. Водяное
- с. Кантемировка
- с. Лисичья
- с. Новофёдоровка
- с. Охочее
- с. Стенка